# إعصار إسحاق (2012)
إعصار إسحاق هو إعصار جاري يوثر على الولايات الأمريكية على خليج المكسيك ، ومنها ألاباما وفلوريدا ومسيسيبي ولويزيانا.